# Confraternita del Santissimo Nome di Gesù

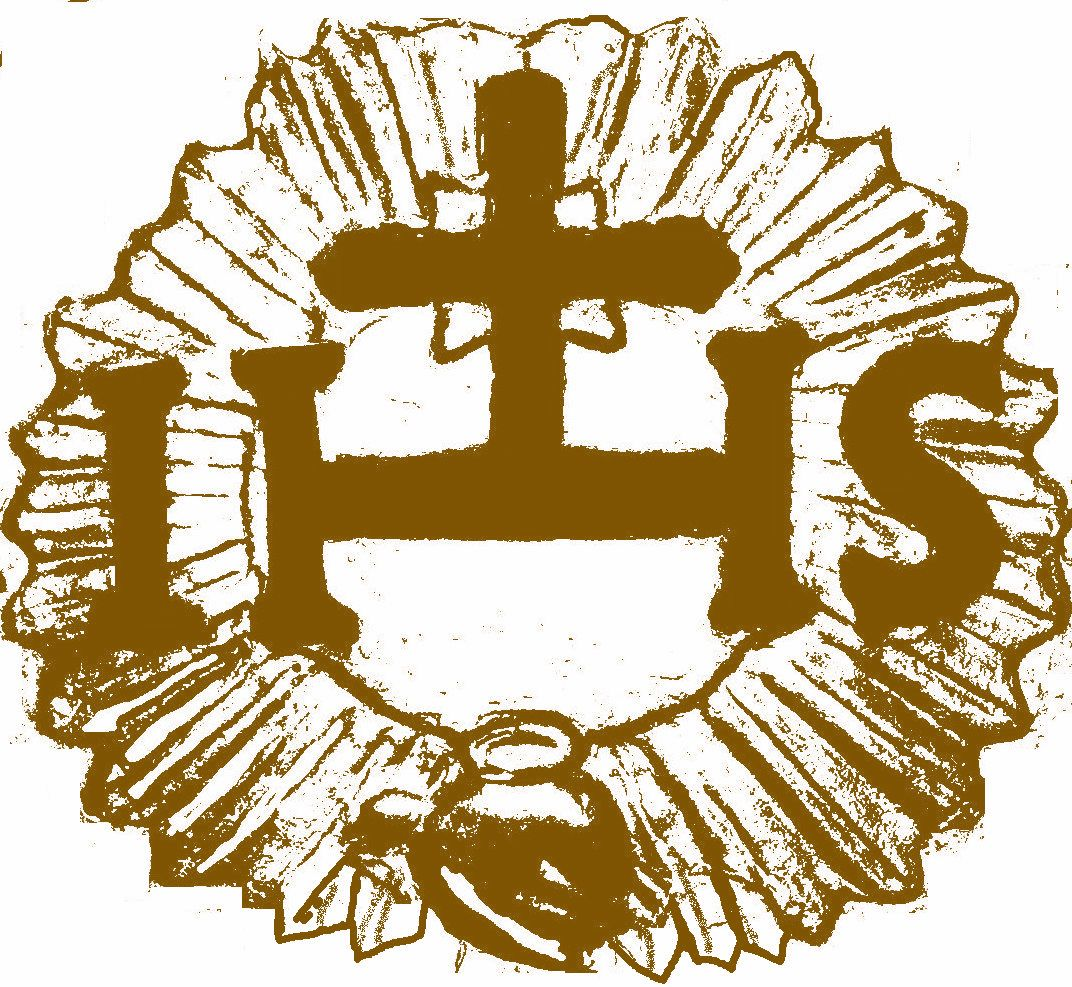
Stemma della Confraternita

La confraternita dello Spirito Santo sotto il titolo del Santissimo Nome di Gesù più nota col titolo di confraternita del Santissimo Nome di Dio è una confraternita di Taranto, fondata nel 1580.

## Storia
La devozione per il Nome di Gesù fu introdotta nel medioevo da San Bernardino da Siena e si diffuse nel XVI secolo nel segno della comune lotta all'Islam.
La confraternita fu fondata nel 1580 per volere dei padri domenicani nella chiesa di San Domenico Maggiore di Taranto. Ebbe il regio assenso nel 1777 da re Ferdinando IV di Borbone e ottenne un oratorio e l'uso di un altare nella chiesa. Nello statuto del 1777 era previsto fosse composta da soli 33 cavalieri.
Il sodalizio celebrava la festa del Santissimo Nome di Dio, che cadeva ogni 1º gennaio (in seguito spostata dal Concilio Vaticano II al 3 gennaio), nella quale ricorrenza i confratelli si confessavano e comunicavano solennemente con l'abito di rito. In tempi più recenti, dopo la donazione da parte di una devota della statua, agli inizi del Novecento, la confraternita ha iniziato anche la tradizione di una processione "del Bammine all'erte", ripresa a partire dal 1976 il giorno 6 gennaio. La confraternita inoltre partecipa alla festa di Sant'Anna il 26 luglio.

## Abito di rito
L'abito di rito dei confratelli e così composto:
- mozzetta bianca con profili gialli e appuntato a sinistra un medaglione con l'effigie di Gesù Bambino
- camice bianco, con cappuccio raccolto sulla testa, ma che in passato veniva calato sul volto per le funzioni penitenziali della Settimana Santa
- scarpe nere e calze bianche

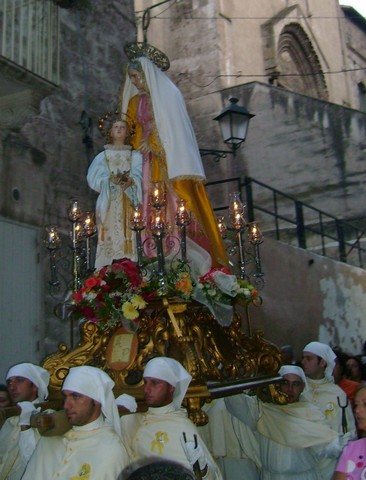
festa di Sant'Anna
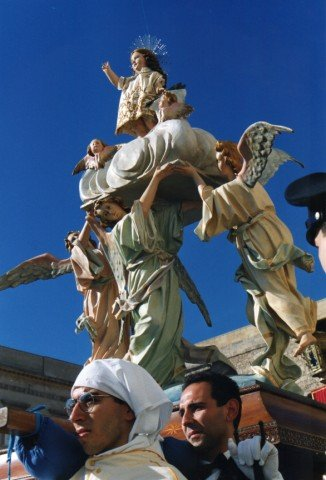
Statua di Gesù Bambino in piedi ("U' Bammine all'erte")